# Fossilt DNA
Fossilt DNA eller aDNA (efter eng. ancient DNA) er en type DNA som stammer fra biologiske prøver, der ikke bevidst er blevet konserveret med henblik på senere DNA-analyser. 
Eksempler på fossilt DNA kunne være analyser af DNA der inddrives fra arkæologiske og historiske skeletmaterialer, mumificerede væv, samlinger af optøede medicinske prøver, konserverede planterester, is- og permafrostkerner samt holocænt plankton i hav og sø sedimenter m.m. 
I modsætning til moderne genetiske undersøgelser, er fossile DNA-prøver karakteriseret ved en forholdsvis lav kvalitet af DNA. Det sætter grænser for, hvad man kan opnå med analyserne. På grund af den naturlige nedbrydning af DNA-molekylerne er der en øvre grænse for hvor længe DNA kan eksistere. Nuværende skøn tyder på, at i optimale omgivelser, dvs. miljøer, såsom som steder med permafrost eller isdække, er den øvre grænse maks. 1 million år. Tidligere undersøgelser af DNA fra længere tilbage i tiden har vist sig fejlagtige blandt andet fordi at prøver let forurenes med nutidigt DNA (se under Problemer).
I fremtiden håber man blandt andet på at kunne bruge fossilt DNA til at genskabe uddøde dyr eller enddog bevare udrydningstruede dyr. Samtidigt er det også målet for meget forskning at lære mere om de organismer, dyr såvel som planter, der har eksisteret gennem historien.

## Fossilt DNA historisk
Det første studie af fossilt DNA udførtes i 1984 i en publikation af Russ Higuchi et al fra Berkeley Universitet. Formålet var at revolutionere molekylærbiologien og det blev udført ved hjælp af en prøve fra et 150 år gammelt museums eksemplar af Quaggaen (Equus quagga),(Higuchi et al. 1984).
Ved hjælp af undersøgelser af såvel naturligt som kunstigt fossilt DNA fastslog Svante Pääbo at metoden ikke kun var begrænset til de relativt nutidige museumsprøver, men kunne repliceres indenfor en række prøver af mumificerede mennesker, som var dateret til at være flere tusinde år gamle (Svante Pääbo 1985a; Pääbo 1985b; Pääbo1986).
På trods af de noget omstændige og tidskrævende metoder man dengang brugte til at sekvensere fossilt DNA var det et afgørende skridt i udviklingen indenfor området. Med udviklingen af PCR (Polymerase Chain Reaction)(Mullis and Faloona 1987; Saiki et al. 1988) i sen firserne blev det billigere, hurtigere og mere effektivt at sekvensere og udviklingen tog for alvor fart.

## Fossilt DNA i isborekerner
Analyser af op til 400.000 år gammelt fossilt DNA i grønlandske isborekerner viser stor biodiversitet af den forhistoriske grønlandske fauna og flora. Danske forskere har taget nye metoder i brug til undersøgelse af små mængder DNA i isborekernerne fra Grønland.

## Problemer
Fossilt DNA kan indeholde et stort og med tiden endnu voksende antal mutationer, der er indtruffet efter døden. Nogle regioner af polynukleotidet er mere modtageligt overfor denne nedbrydning og derfor kan sekvenseret datas eventuelle mutationer overses på trods af de statistiske test der bruges til at verificere resultaterne 
På grund af blandt andet klimaforandringer tyder det på at permafrosten på den nordlige halvkugle er begyndt at tø. Grunden til at DNA'et er velbevaret skyldes at det er nedfrosset og optøs det kan det resultere i at vigtige data i form af fossilt DNA går tabt. 

## Fossilt DNA i populærkultur
Filmen Jurassic Park(1993) skabte en massiv offentlig interesse for mulighederne indenfor udvinding af fossilt DNA. I filmen bruges fossilt DNA af firmaet InGen til at klone dinosaurer i en forlystelsespark. Dinosaur-DNA'et udvindes fra en fossileret myg der er indkapslet i rav. Det har endnu ikke været muligt at udføre reproducerbare forsøg der kan udvinde fossilt DNA fra rav.

## Forskere specialiseret indenfor fossilt DNA
- Lori Baker
- Gila Kahila Bar-Gal[4]
- Ian Barnes
- Deborah Bolnick
- Abigail Bouwman
- Terry A. Brown
- Joachim Burger
- Ruth Bollongino
- Graciela Cabana
- David Caramelli
- Marco J.L. Coolen[5]
- Jason A. Eshleman
- Marina Faerman[6]
- E.L. Rodriguez Florez
- Carles Lalueza Fox
- Eva-Maria Geigl
- M. Thomas P. Gilbert
- Chuck Greenblatt[7]
- Martin Bay Hebsgaard
- Michael Hofreiter
- K. Ann Horsburgh
- Susanne Hummel
- Frederika Kaestle
- Brian M. Kemp
- Diana M. Lawrence
- Cecil M. Lewis Jr.[8]
- Odile Loreille
- Ripan Malhi
- Carney Matheson
- Lisa Matisoo-Smith
- Connie Mulligan
- Dennis H. O'Rourke
- Svante Pääbo
- Hendrik Poinar
- Carsten Pusch
- Beth Shapiro
- Beth Shook
- Astrid Schmidt Arkiveret 30. september 2019 hos  Wayback Machine
- David Glenn Smith
- Meradeth Snow
- Mark Spiegelman[9]
- Anne C. Stone
- Mark G. Thomas
- Eske Willerslev
- Dongya Yang

## Eksterne links
- Famous mtDNA Arkiveret 13. juni 2006 hos  Wayback Machine
- Ancient mtDNA Arkiveret 23. april 2015 hos  Wayback Machine
- Tooth gives up oldest human mtDNA Arkiveret 18. december 2008 hos  Wayback Machine
- Extinct cave bear mtDNA sequenced Arkiveret 14. december 2008 hos  Wayback Machine
- British teacher finds long-lost relative: 9,000-year-old man Arkiveret 13. marts 2007 hos  Wayback Machine – mtDNA analysis.
- Genetic characterization of the body attributed to the evangelist Luke Arkiveret 29. maj 2008 hos  Wayback Machine (PDF) better link http://www.pnas.org/cgi/content/full/98/23/13460 Arkiveret 29. maj 2008 hos  Wayback Machine – mtDNA
- Unravelling the mummy mystery – using DNA Arkiveret 14. december 2009 hos  Wayback Machine – no data on YDNA only mtDNA
- Evidence of the Past: A Map and Status of Ancient Remains Arkiveret 9. februar 2011 hos  Wayback Machine – samples from USA no sequence data here.